# الأزمة الاقتصادية الإسبانية (2008–2014)

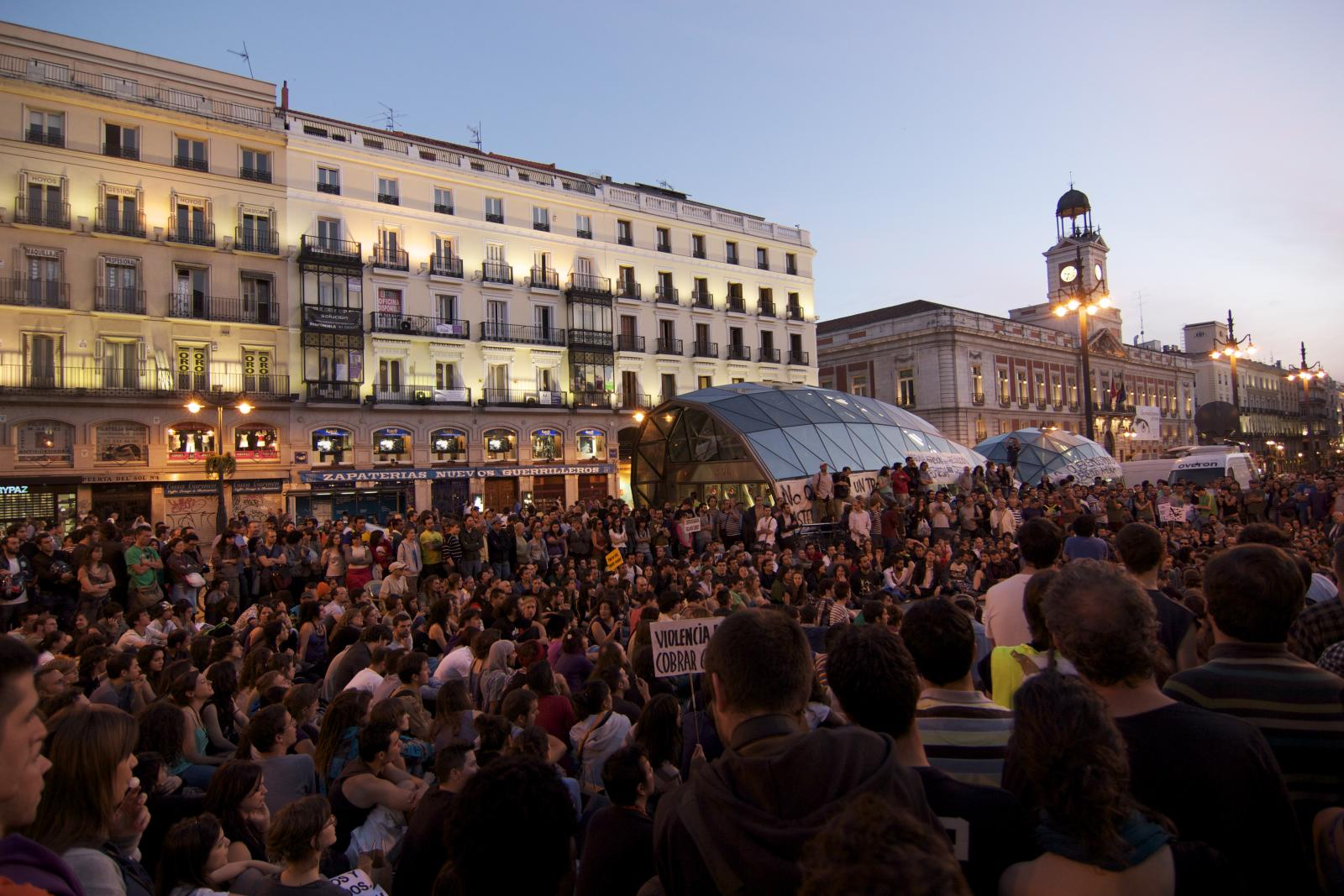
مظاهرة في مدريد في 15 مايو 2011 احتجاجاً علي الأزمة الاقتصادية. قد أثرت الأزمة علي العديدمن الشباب مسببة تزايد كبير في أعداد العاطلين خاصة الشباب (و قدرت احصائيات 2012 بأن نسبة البطالة تزيد علي 50%)

أوضحت المؤشرات الرئيسية الاقتصادية الإسبانية لعام 2008 أن الأزمة الاقتصادية الإسبانية والتي استمرت عواقبها حتي الوقت المعاصر لم تؤثر فقط في المجال الاقتصادي وإنما في المجال السياسي والاجتماعي أيضاً. وتعتبر هذه الأزمة جزء من الأزمة الاقتصادية العالمية التي حدثت في عام 2008 والتي أثرت علي جميع بلادالعالم وخاصة البلاد المتقدمة. وقد فجرت هذه الأزمة العالمية مشاكل أخرى في إسبانيا مثل: أزمة العقارات والأزمة المصرفية في عام 2010  وأخيراً زيادة البطالة، مما أدي إلي ظهور حركات اجتماعية تدعو إلي تغيير النظام الاقتصادي والإنتاجي إضافة إلي التشكيك في النظام السياسي ومطالبته بالتجديد الديمقراطي. ومما هو جدير بالذكر، أن أهم هذه الحركات الاجتماعية هي حركة 15 إم (15–m) المسماة ب (المُحتقَرين)التي ظهرت نتيجة لعدم استقرار الظروف الاقتصادية للطبقة المتوسطة والمتدنية وأيضاً بسبب الأزمة المالية لعام 2008. وقد تفاقمت الأزمة في العديد من الدول ومنها إسبانيا التي تستمر بها حتي الآن.

## الأسباب

### الأزمة العقارية
تزامنت هذه الأزمة مع الازمة الاقتصادية العالمية والتي تأثرت كثيراً بمعدلات صناعة البناء عقب تفاقم الأزمة العقارية. وفيما يلي نعرض مشاكل أخرى ساهمت في تفاقم تلك الأزمة وهي: الانخفاض المفاجئ لأرصدة بعض الأسر وأصحاب الشركات الصغيرة في البنوك وأماكن ادخار المال، بعض سياسات الانفاق الغير ملائمة التي تقوم بها الحكومة المركزية، ارتفاع العجز العام للإدارات المستقلة والحكومية، الفساد السياسي، فساد القدرة الانتاجية والتنافسية والاعتماد الكبير علي النفط. هذا وقد بدأت هذه الأزمة في عهد حكومة خوسيه ماريا أثنار وهي الفترة التي تسبق حكومة ثباتيرو.

### التضخم المالي في عام 2008
نظراً لانعدام موارد الطاقة استوردت إسبانيا جميع احتياجتها من النفط من الخارج بسبب أزمة الطاقة لعام 2000التي قدمت الاتجاه التضخمي. وفي يونيه عام 2008 وصل معدل التضخم المتراكم في الثلاثة عشرة سنوات الأخيرة إلي 5%.بالإضافة إلي الانخفاض الحاد في سعر البترول ما بين عامي 2003 و2008إلي جانب تفاقم الأزمة والذي أدي إلي الخوف من خطر الانكماش المالي مما دفع إسبانيا لتحقيق أقل نسبة تضخم مالي علي مدار أربعين عاماً في عام 2009، وفي مارس عام 2009 حدث أول انكماش منذ ظهور البيانات المسجلة. وفي أكتوبر عام 2010 ظل الاقتصاد متعاقداً مع الوقت مما أدي لزيادة التضخم مرة أخرى.و من جهة أخرى ما بين عامي 2011 و2012 ارتفعت أسعاره بنسبة 3.5% وصاحب هذا الارتفاع إجراءات تقشفية وارتفاع نسبة البطالة مما أثر سلبياً علي مستوي معيشة الشعب الإسباني.و في نفس الوقت انخفض متوسط الأجور، وتقلصت نسبة المشتريات بشكل ملحوظ.

### النظام المصرفي
العديد من المحللين يعتبروا النظام المصرفي الإسباني هو أحد الأنظمة الأكثر صلابة بين دول أوروبا الغربية والأفضل استعداداً لتحمل أزمة سيولة مالية وتتبع إسبانيا السياسة المصرفية المُقيدة والتي تحافظ علي نسبة احتياطي عالي.إلا ان هذا التحليل لم يكن صحيحاً علي الإطلاق بسبب عدة عوامل أخرى لأن أثناء الازمة العقارية قد تهاوت تلك السياسات وقد قصر بنك إسبانيا (منظم حركة الاقتصاد) تقصيرا شديداً. وبالنسبة للنظام الحسابي «تزويد المحاسبة» وهو النظام الذي تتبعه إسبانيا والذي لا يتخطي الحد الأدني من معايير مجلس المحاسبة الدولية والذي أضفي عليه صلابة ظاهرية بينما كان النظام منهار داخلياً.
فيما بعد; تم اثبات أن معظم نواب البرلمان لديهم استثمارات كبيرة في القطاع العقاري، حيث بلغت ممتلكاتهم في بعض الأحيان إلي عشرين عقار.كشفت تقارير صحفية أخرى تواطؤ الحكومتين المركزية والمستقلة (ذات الحكم الذاتي)مع النظام المصرفي «حيث اندهشت الصحافة الدولية من الإعفاء في الحالات القصوي للرجل الثاني ببنك سانتاندر» ألفريدو ساينث «والذي حُكٍمَ عليه بالسجن بسبب جرائم التزوير الوثائقي». وفي نفس الوقت كانت الأحزاب الرئيسية تدين بالكثير للبنوك. ويتصف هذا النظام المصرفي بالتناقض الشديد مقارنةً بعدة بلاد أخرى مثل أيرلندا والتي تأخر بها التأميم الأهم والوحيد.ففي السابق كانت تشجع الحكومة التركيز المصرفي بالمال العام.وقد ترتب علي امتلاك إسبانيا تمتلك لأكبر شبكة مكاتب مصرفية في أوروبا، عدد كبير من الموظفين الزائدين «الذين فقدوا عملهم وأصبحوا فائضين في الدولة» مما سبب زيادة ملحوظة في نسبة البطالة.

## بوادر الأزمة

### البطالة

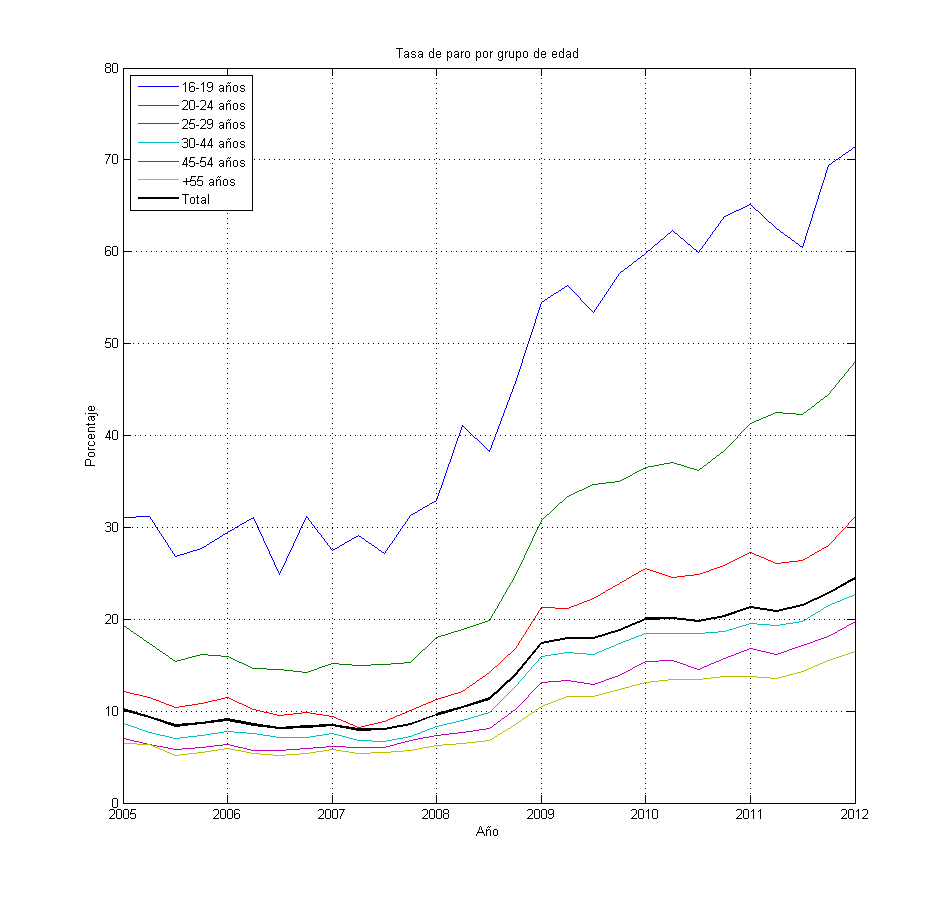
معدلات البطالة وفقاً للأعمار في إسبانيا من عام 2005 وحتي عام 2012

سجلت البطالة في ربيع عام 2007 أقل معدل لها الذي بلغ مليون وستة وسبعين ألف شخصاً بنسبة «6,7% من إجمالي عدد القوة العاملة» وتزايد هذا المعدل لأول مرة في تاريخ إسبانيا في الفصل الأة ل من عام 2013 إلي ستة ملايين ومائتين ألف عاطل بنسبة " 27,16% "، ومنهم العديد من الشباب تحت سن الخامسة والعشرين ويبلغ عددهم تسعمائة وستين ألف شاب بنسبة "57,2% ".

### الإنتاج الإجمالي المحلي

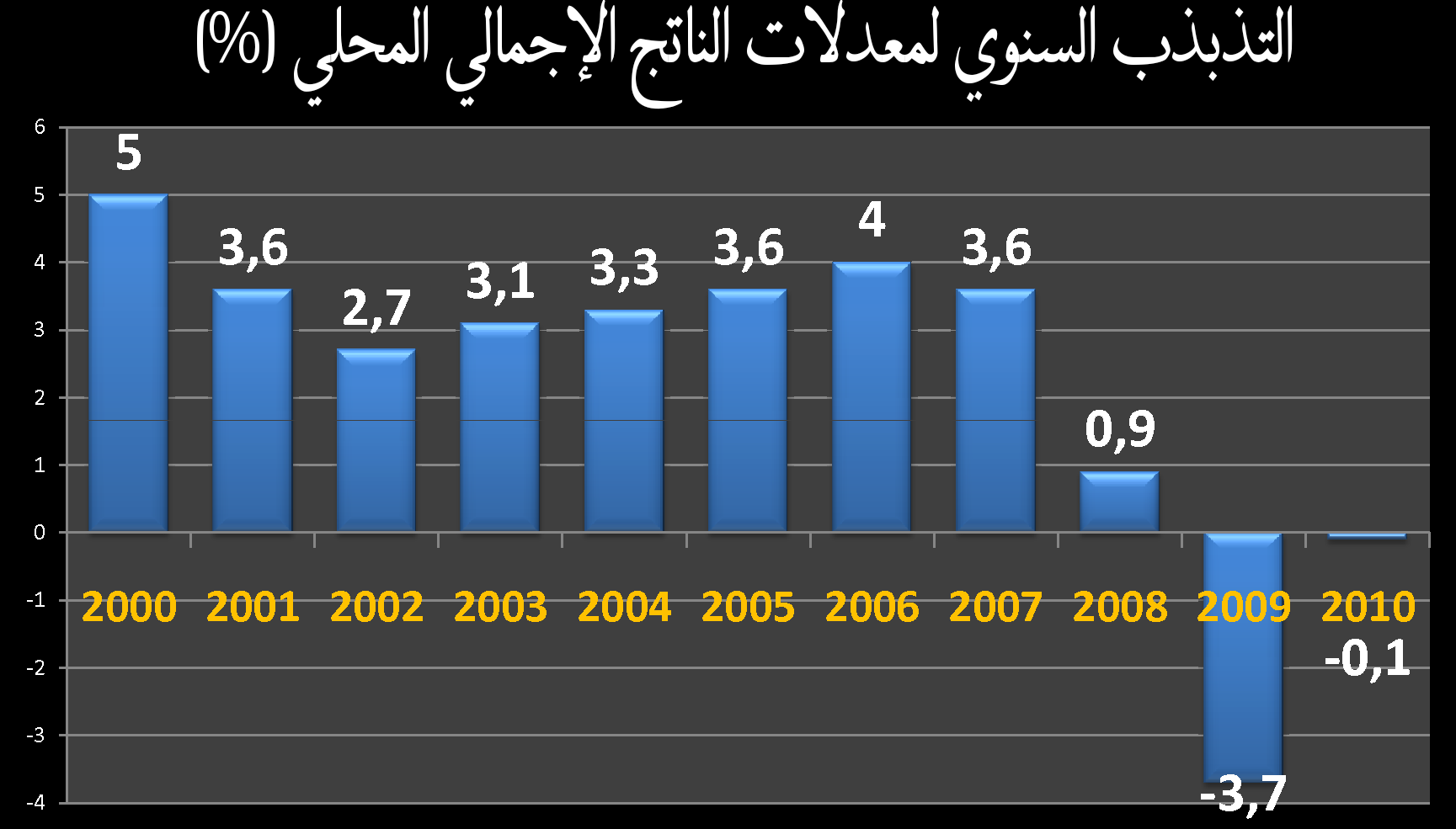
التذبذب السنوي لمعدلات الناتج الإجمالي المحلي (2000–2010)

سَجَلَ الناتج الإجمالي المحلي انخفاض مستمر خلال النصف الأخير من عام 2008 والذي أدي ولأول مرة خلال خمسة عشر عاماً إلي دخول إسبانيا في مرحلة ركود اقتصادي وظل بها حتي النصف الثاني من عام 2010، وتقلص الناتج الإجمالي المحلي إلي 3,7% في عام 2009، وإلي 0,1% في عام 2010 

### مؤشر أسعار الاستهلاك

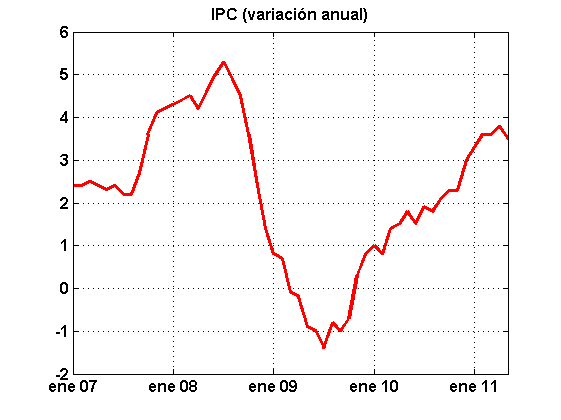
الاختلاف السنوي لمعدلات مؤشر أسعار الاستهلاك(2007–2011)

و بلغ التضخم المالي أعلي مستوياته بنسبة 5,3% في يوليه عام 2008 ويرجع ذلك إلي ارتفاع أسعار البترول، وذلك بعد ثمانية أشهر من انخفاضه، وهذه هي المرة الأولي منذ بدء سجلات الانكماش المالي الذي امتد لثمانية أشهر أخرى «من شهر مارس وحتي شهر أكتوبر عام 2009»، وصولاً إلي المعدل السلبي 1,4%. وعلي مدار النصف الثاني من عام 2007 بدأت الأسعار في الارتفاع بشكل كبير والتي نظمت التذبذب السنوي لمؤشر أسعار المستهلكين في شهر ديسمبر من هذا العام والذي بلغت نسبته 4,2%.
إلا أن الدراسة التي أجرتها كايكسا كاتالونيا أكدت أن تذبذب مؤشر أسعار المستهلكين نسبته في الحقيقة كانت 7,9%، وذلك ناتج منتجات الاستهلاك المعتادة والتي شهدت ارتفاع كبير خاصةً: اللبن بنسبة 31,0% والبنزين بنسبة 16,2% والخبز بنسبة 14,4% والبيض بنسبة 9,6%. واستمرت الأسعار في الزيادة حتي يوليه عام 2008 حيث بلغ معدل مؤشر أسعار المستهلكين نسبة 5,3% وهذا هو المستوي الأعلي له منذ عام 1992. وفي شهر مارس عام 2009 بعد ثمانية أشهر متتابعة من الانخفاض، قد حقق مؤشر أسعار المستهلكين معدلات سيئة وذلك تزامناً مع تراجع أسعار البترول وتخفيض أسعار بعض السلع الغذائية.و هذه هي المرة الأولي منذ العمل بهذا المؤشر في إسبانيا منذ عام 1961 والذي يسجل انخفاض الأسعار.

### الدين العام وبدل المخاطرة

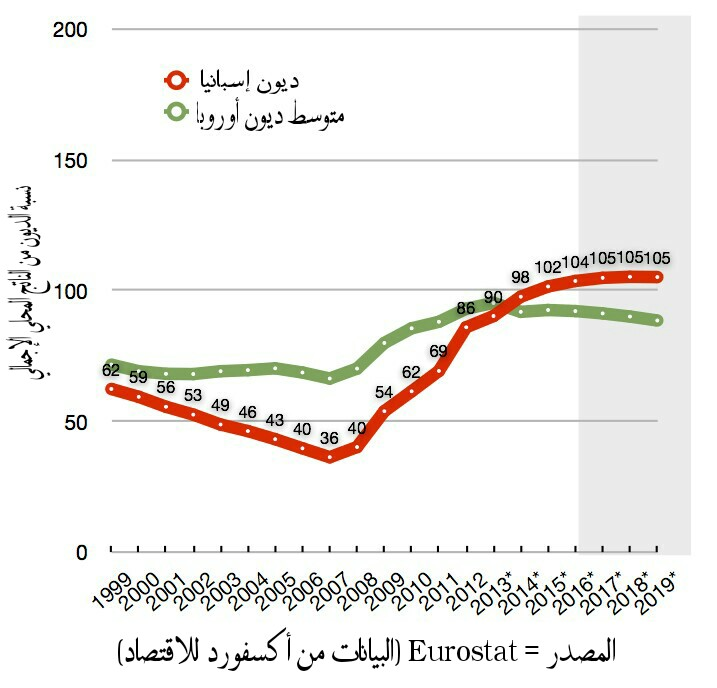
النسبة المئوية للدين العام للناتج الإجمالي المحلي مقارنةً بمتوسط المنطقة الأوروبية منذ عام 1999

في عام 2007 كان الدين العام يمثل نسبة 36,1% من الناتج الإجمالي المحلي وتضاعفت هذه النسبة خلال ثلاث سنوات حيث بلغت (60,1%) في عام 2010 ولكن هذه المعدلات هي أقل بكثير من متوسط الاتحاد الأوروبي.و علي العكس، فإن بدل المخاطرة الخاص بالسندات الألمانية بدأ في الانطلاق أثناء صيف 2011 محققاً رقم قياسي بلغ 416 نقطة وهو ما سبب تزايد المخاوف من احتما إنقاذ الاتحاد الأوروبي لإسبانيا مثلما فعل مع الدول الأتية: اليونان وأيرلندا والبرتغال وقبرص.و قد حقق بدل المخاطرة رقم قياسي في صيف عام 2012 منذ دخول إسبانيا منطقة اليورو مسجلةً 616 نقطة فيما يخص سندات الخزانة الألمانية علي مدار عشرة سنوات.

## السياسة الاقتصادية لحكومات ثاباتيرو (2008–2011)
و من جهة أخرى فقد بدأت أثار الأزمة الاقتصادية في التجلي في بداية فترة الحكم الثانية لخوسيه لويس رودريجز ثاباتيرو.و قد أنكر هذه الأزمة في بداياتها وبعد استثمار مبالغ ضخمة من المال العام كمحاولة للتصدي للأزمة «تم دفع 100,000 مليون يورو كضمانات للنظام المصرفي و50,000 مليون يورو لدعم ما يُسمي الخطة إي (e)» وأُجبَر ثاباتيرو علي اتخاذ اجراءات اقتصادية بعيدة عن النظام الذي خاض به الانتخابات وهي: تجميد المعاشات وخفض مرتبات موظفين الحكومة وسحب اجراءات (النجمة) الخاصة بالنظام التشريعي السابق (تشيكي–بيبي وهو الاقتراض الاقتصادي الذي تم وخفض 400 يورو علي ضريبة الدخل) وبالإضافة إلي إصلاح سوق العمل وأدت هذه الاجراءات إلي رفض النقابات وأصحاب الأعمال وحدوث إضراب عام.

### الاشارات الأولي لتدهور الاقتصاد عام 2007

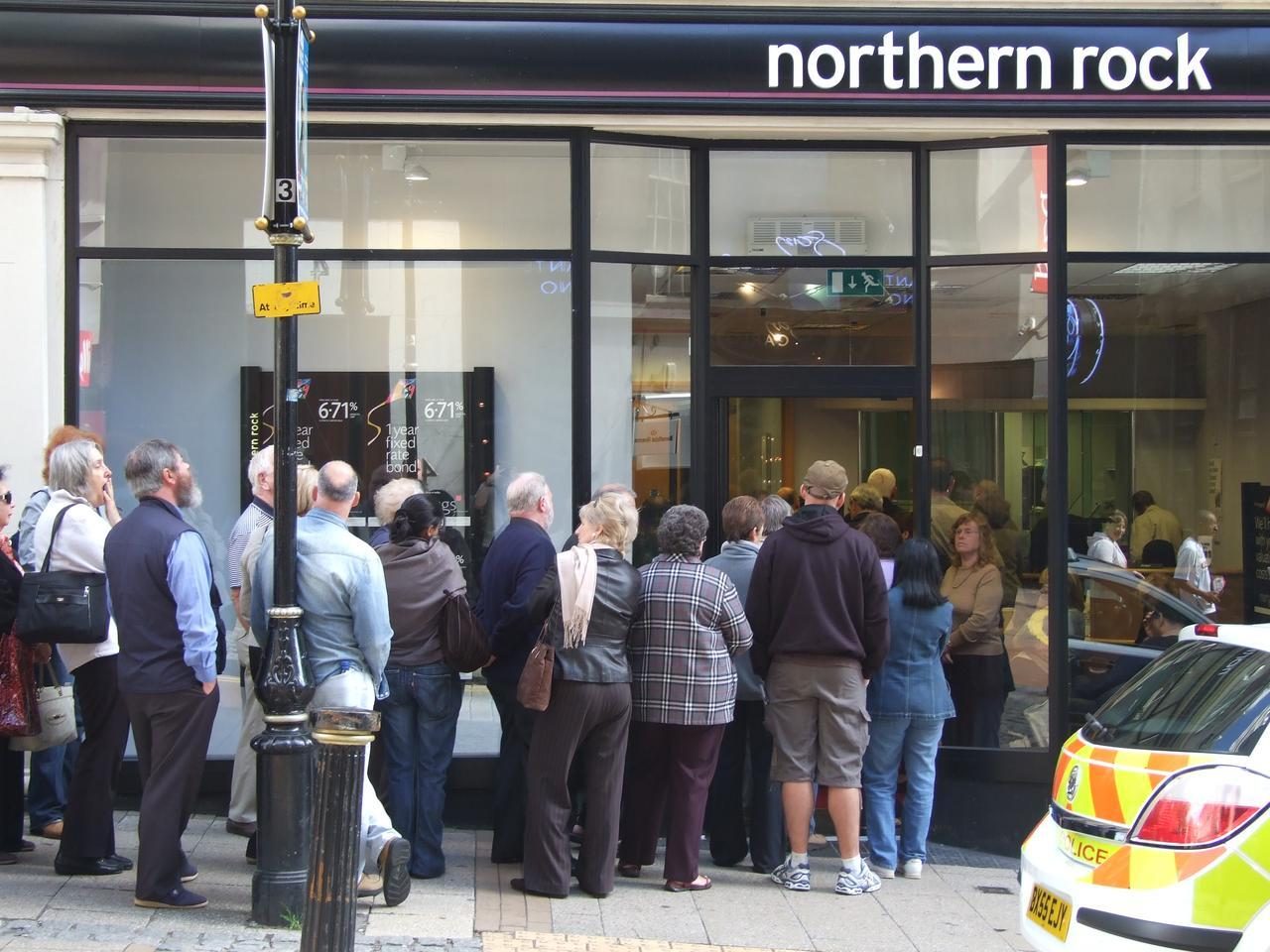
يسحب الناس مدخارتهم من بنك Northem Rock بالمملكة المتحدة بسبب أزمة الرهانات العقارية

يشير المحللون إلي أن التاسع من أغسطس من عام 2007 هو بداية الأزمة الاقتصادية العالمية وفقاً للمقايياس العالمية.في ذلك اليوم نتيجة لأزمة الرهانات العقارية حدث أول حالة إفلاس لمؤسسات مالية أمريكية هامة التي تعمل في مجال الائتمان العقاري والاستثمار في مجال الأسهم.علق بي إن بي باريباس وهو أحد البنوك الكبري في أوروبا العديد من صناديق الاستثمار بسبب الائتمان في النظام.و قامت المؤسسات المالية ببيع السندات بالعديد من القطاعات الأخرى للحصول علي سيولة مالية مما أدي إلي سقوط العديد من البورصات في العالم كله.و لمواجهة هذا الموقف اتفق البنك الاحتياطي الفيدرالي والبنك المركزي الأوروبي وبنك إنجلترا علي تنسيق ضخ 400,000 مليون يورو لزيادة السيولة.
في ذلك الوقت بدأ الإنذار بتصاعد الأزمة العقارية في إسبانيا. في أبريل عام 2007 تعرضت المجموعة العقارية (أستروك) لأكبر انهيار للبورصة الإسبانية وفي شهر أكتوبر من نفس العام أفلست المجموعة العقارية (يانيرا).

### الحملة الانتخابية (نهاية عام 2007)
الوضع السياسي الحالي هو ما كان قبل الحملة الانتخابية وهذا يتناقض مع الرؤية الموضوعة للانتخابات العامة لشهر مارس عام 2008. تقترح حكومة خوسيه رودريجز ثاباتيرو بالتعاون مع وزير الاقتصاد بيدرو سولبيس إجراءات اجتماعية هامة وذات أهمية اقتصادية كبيرة مثل إجراء (تشيكي–بيبي) في يوليه عام2007 وهو ما يخص فرض 2500 يورو مع كل مولود جديد وفي نفس الوقت يؤكد أن الوضع الاقتصادي الإسباني يتواجد في دوري أبطال أوروبا في الاقتصاد العالمي.
في أوائل عام 2008 وأثناء الشهور الأخيرة من فترة التشريعية الأولي لثاباتيرو تم الإفصاح عن العديد من البيانات التي تُنذر بتدهور كبير للاقتصاد الإسباني. يرتفع التضخم المالي ألي مستويات لم تُشهَد خلال 12 عاماً بالإضافة إلي ارتفاع أسعار البترول والسلع الغذائية الأساسية وبدأت مشكلة البطالة بعد تسريح أكثر من 400,000 شخص وتزايد ذلك عن بداية الفترة التشريعية وقد تم ملاحظة انخفاض معدلات استهلاك الأسر ومبيعات تجارة التجزئة ومؤشر الإنتاج الصناعي وتسجيل المركبات وعدد القروض العقارية الممنوحة وعائدات ضريبة القيمة المُضافة...إلخ.و يري سولبس «وزير الاقتصاد» أنه من المبالغ فيه بشكل كبير أن نقول أن إسبانيا في أزمة على الرغم من تأكيده علي أن البلاد لن يكون لديها فائض حتي عام 2011.و الحكومة من جانبها تنشر نسبية البيانات الاقتصادية المتضاربة وتنكر بشكل قاطع أية إشارات تدل علي أزمة اقتصادية بالبلاد وصرح ثاباتيرو أكثر من مرة أن من يقوموا بالتحذير من أزمة اقتصادية محتملة هم أعداء للوطن. وفي نفس الوقت يواصل ثاباتيرو حملة وعود انتخابية ذات تأثير اقتصادي كبير مثل إعادة 400 يورو لكل المساهمين في ضريبة الدخل في حالة إعادة انتخابه مرة أخرى.
إلا أن الانهيار الاقتصادي لم تُحَل أزمته بعد وبدأت الحكومة في استخدام مصطلح «عدم التعجل» للإشارة لبداية الأزمة ولكن دون تسميتها.

### إعادة انتخاب ثاباتيرو (في مارس 2008)

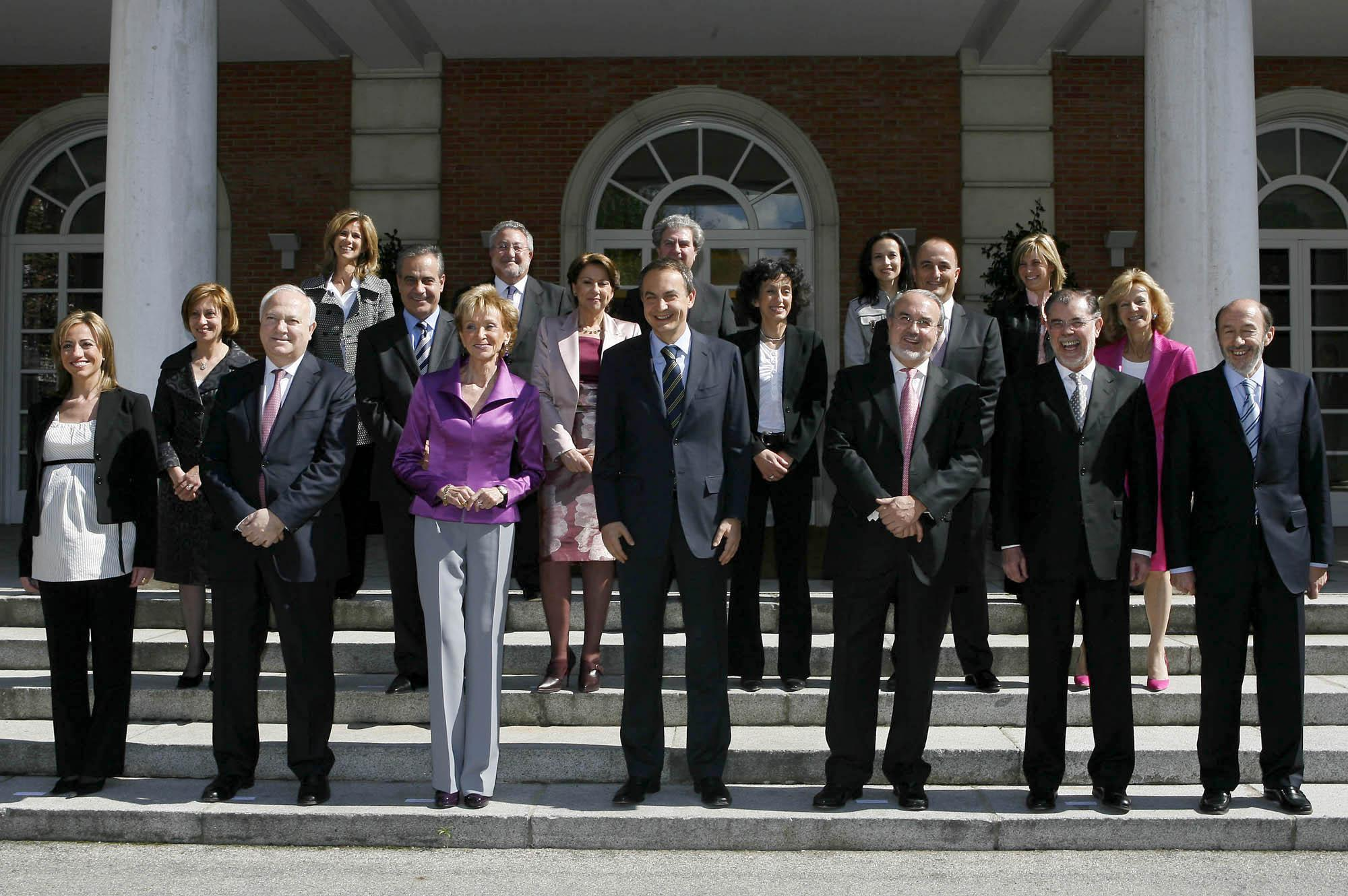
الحكومة الأولي للهيئة التشريعية التاسعة

و بعد الحملة الانتخابية التي كان بهاأحد الشعارات الرئيسية لحزب العمال الاشتراكي الإسباني «التوفير الكامل للعمالة هو أهم أهدافنا»، ومن ناحية أخرى قد فاز ثاباتيرو بانتخابات مارس من عام 2008 ولكن دون أغلبية مطلقة.و طبقت الحكومة الجديدة خطة الإجراءات الأولي للتخفيف من بُطء العملية الاقتصادية الإسبانية بضخ 10,000 مليون يورو منهم 6,000 موجهين لخفض ضريبة ال 400 يورو التي كان قد وعد بها قبل فوزه بالانتخابات.بدأ سولبيس، الذي استمر كوزير للاقتصاد والمالية بُناءً علي طلب ثاباتيرو، في تأكيد تناقضات إنفاق الحكومة والاعتراف بأن ذلك الخفض يزيد من نطاق المناورة لإتخاذ إجراءات جديدة علي المدي القصير. ستشهد الأشهر القادمة مزيد من المعلومات حول الإطاحة ببعض المناصب واستبعاد بعض المنتمين للضمان الاجتماعي فالذلك يجب علي الحكومة أن تقلل توقعاتها للنمو الاقتصادي لعام 2008 ولكنه أصر أن بحلول عام 2009 ستنفرج الأزمة.و لكن ثاباتيرو استمر في إنكاره للأزمة الاقتصادية والتي أطلق عليها «بطء مؤقت والآن أكثر كثافة» أو«ضعف اقتصادي» وسلط الضوء علي الانجازات الاقتصادية المتواصلة أثناء الفترة التشريعية السابقة متجاهلاً تطبيق اجراءات تحفيزية جديدة.و أخيراً في نهاية شهر مايو من عام 2008 تجاوز مؤشر «الأوريبور» وللمرة الأولي نسبة ال 5% والذي أدي لارتفاع الحصة الشهرية للقروض العقارية.

### سياسة التقشف (يونيه 2008)
في أواخر يونيه عام 2008 اعترف ثاباتيرو في حديث له أمام أكبر أصحاب الشركات بوجود صعوبات جدية ونمو اقتصادي ضعيف وتضخم مالي كبير ولكنه أقر أن الاقتصاد الإسباني سينمو بنسبة أقل من 2% عنما تبلغ الاحصائيات الرسمية نسبة 3,3%.وللتخفيف من الأثار الناجمة عن اتفاقية البناء وفقدان الوظائف وارتفاع أسعار البترول أعلن ثاباتيرو عن خطة التقشف التي تتكون من 21 بند بالتنسيق مع الحكومة لمحاولة توفير 250 مليون يورو.و من أهم الإجراءات التي اتخذها هي خفض 70% علي عروض العمل بالقطاع العام وتجميد مرتبات 304 من كبار الموظفين ومن بينهم منصبه «منصب رئيس الحكومة».

### الاعتراف بالأزمة (في يوليو 2008)
في منتصف شهر يونيه من عام 2008 طالب نائب البرلمان، جاسبار ياماثاريس عن الحزب اليساري، نائب رئيس مجلس الشعب بيدرو سولبيس بإتخاذ الاجراءات المناسبة لمواجهة الأزمة.و تحول سولبيس غلي العضو الأول بالحكومة وحزب العمال الاشتراكي الشعبي الذي استخدم مصطلح «أزمة» للإشارة إلي الوضع الاقتصادي بعد ما أصبح مصطلح متادولاً وشائعاً بين وسائل الإعلام والتحليلات الاقتصادية المختلفة.يعتبر الثامن من شهر يوليه عام 2008 هي المرة الأولي التي يطلق فيها ثاباتيرو علي الوضع الاقتصادي مصطلح «أزمة» وقد قالها في هذا السياق (سأقول أزمة كما تقولون سيادتكم).

### إفلاس«مارتينسا–فاديسا» أكبر شركة عقارية (في يوليو 2008)
و بعد أسبوع من اعتراف ثاباتيرو المعلن بوجود أزمة اقتصادية، أعلنت الشركة العقارية الأولي بالبلاد «مارتينسا–فاديسا» عن إفلاسها التاريخي الذي لم تمر به من قبل بدين يبلغ 5200مليون يورو بسبب انعدام السيولة مما دفعها لسحب تعاملاتها بالبورصة مما أثر علي سوق الأوراق المالية وباقي القطاع العقاري.أشار بعض الخبراء إلي أن هذا الحدث أدي لركود مبيعات القطاع العقاري وانعدام الثقة في استعادة نشاطه وتقييد الائتمان من جانب القطاع المالي.

### خطة الأربع وعشرين إجراء (أغسطس 2008)
استطاع مجلس الوزراء تنفيذ برنامج ال 24 إجراء لإصلاح الاقتصاد والذي سيُطبَق في قطاع الإسكان والمواصلات والطاقة والاتصالات والنظام البيئي.

### انهيار الأسواق المالية (أكتوبر 2008)

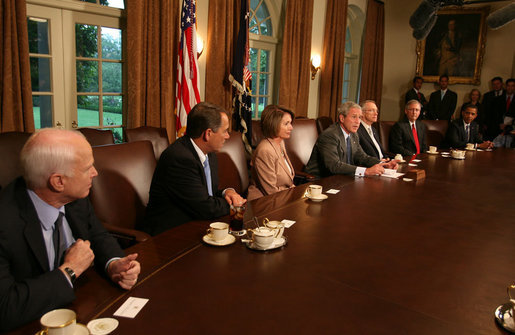
يتناقش بوش وأوباما وماكين حول سُبل الإنقاذ في 25 من شهر سبتمبر عام 2008

في أوائل أكتوبر عام 2008 تصدرت الأسهم المؤشر العالمي لإعادة الثقة عقب الإفلاسات المتعاقبة في قطاع البنوك مثل (فورتيس وديكسيا وبنك إيبو ريال إستيت... إلخ).ومن ناحية قام مجلس ممثلي الاتحاد الأوروبي بإعداد خطة إنقاذ مالي مصممة من قِبَل حكومة جورج بوش لشراء نوعية رديئة من البنوك بتكلفة تصل إلي 700,000 مليون دولار (ما يعادل نصف بليون يورو). ومن ناحية أخرى أصدر زعماء ألمانيا وفرنسا والمملكة المتحدة وإيطاليا تصريحاً يوضح استعدادهم لمساندة البنوك المتعسرة والتعامل بشكل منسق.
ومن جانبه أعلن ثاباتيرو –بعد لقاءاته مع زعيم المعارضة وممثلي القطاع المصرفي وشخصيات هامة– عن إنشاء صندوق يحتوي على 30,000 مليون يورو (قابلة للزيادة إلي 50,000 مليون يورو) لشراء أصول مالية مربحة ويعتبر ملكية عامة لضمان السيولة في السوق الإسباني.بالإضافة إلي إعلانه عن زيادة الحد الأدني لضمان الودائع الإسبانية إلي 100,000 يورو في حالة إفلاس البنوك ويعتبر هذا الرقم ضعف الحد الأدني المتفق عليه من قِبَل الاتحاد الأوروبي.وفي نفس الوقت حذر محافظ البنك الإسباني –ميجيل أنخيل فيرنانديث أوردونييث– من صحوبة عملية إعادة انعاش القطاع المالي مما سيتطلب حلول وسبل أخرى.ونتيجة لذلك المشهد عانت البورصات العالمية جمعة سوداء يوم 10 من شهر أكتوبر خاصةً مدريد التي أغلقت تعاملاتها بخسارة 9,14% وهو أقل معدل تصل إليه في تاريخها، متراجعةً بعد زيادة بلغت 9000 نقطة.
و في نهاية ذلك الأسبوع أقَرَ زعماء دول المنطقة الأوروبية «15 دولة» إستراتيجية مشتركة لحماية سيولة المؤسسات المالية وتزويدها برأس مال إضافي وأسفرت هذه الاستراتيجية المشتركة عن توفير بليون يورو، من بينهم إسبانيا التي تعهدت بتوفير 100,000 مليون يورو للمحافظة علي احتياطي البنوك. وقال ثاباتيرو في حديث له أن هذه الإجراءات تعتبر ضرورية للخروج من الموقف الحرج الذي يقع بق نظامنا المالي والاقتصادي.وفي يوم الأثنين الذي يليه قامت البورصات الأوروبية بالرد والذي تَمَثَلَ في ارتفاع ساحق بنسبة 11,18% في باريس و11,40% في فرانكفورت و11,49% في ميلان و8,2 في لندن.و سَجَلَ مؤشر «الإيبيكس 35» أعلي زيادة في تاريخه لبلوغه 10,65% وتخطي 10,000 نقطة.

### خطة انعاش الاقتصاد (نوفمبر 2008)
في نهاية نوفمبر أعلن ثاباتيرو عن خطة طارئة لإعادة تنشيط الاقتصاد الإسباني مُخَصِصَاً 11,000 مليون يورو بنسبة 1,1% من الناتج الإجمالي المحلي لخلق 300,000 فرصة عمل خلال عام 2009. وتطمح الخطة لتوجيه 80,000 مليون يورو للاستثمار العام في المجالس المحلية «صندوق الاستثمار المحلي».

### فترة الركود (ديسمبر 2008)
خلال الربع الأخير من عام 2008 دخل الاقتصاد الإسباني رسمياً في حالة من الركود بتراجع الناتج الإجمالي المحلي بنسبة 1,1% وذلك بعد ارتفاعه بنسبة 0,3% في الربع الثالث من العام.و من ناحية أخرى مع مرور الوقت ارتفعت معدلات فقدان الوظائف بشكل ملحوظ، ففي أغسطس عام 2008 زاد عدد العاطلين عن 2,5 مليون وهي النسبة الأعلي علي مدار عشرة سنوات.تحولت إسبانيا في شهر ديسمبر إلي البلد الأكثر فقداناً لفرص العمل في العالم مكتسحة الثلاثة ملايين عاطل.
وفي الربع الأول من عام 2010 انتهي أول ركود للأزمة الاقتصادية الإسبانية.ولكن سرعان ما تفاقمت الأزمة الاقتصادية مرة أخرى بعد عام وثلاثة أشهر، في الربع الثاني من عام 2011.

### الخطة e لدفع الاقتصاد وتوسعه (يناير 2009)

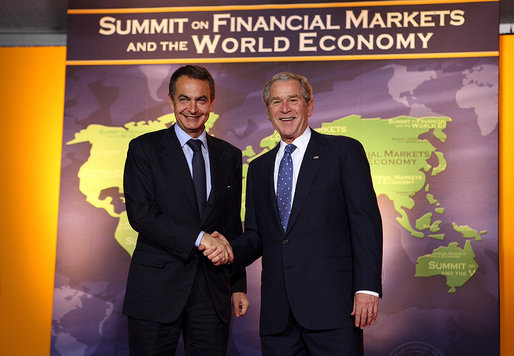
بوش يستقبل ثاباتيرو في القمة المسماة ب "مجموعة العشرين"

وفي نوفمبر لعام 2008 بواشنطن تم انعقاد أول قمة ل (مجموعة العشرين دولة، مثل: فرنسا وألمانيا وكندا والولايات المتحدة وإيطاليا واليابان...الخ) وتلك القمة تضم أكبر الدول المتقدمة.وعلى الرغم من أن إسبانيا لم تكن من دول تلك القمة إلا أنها استطاعت بعد مفاوضات دبلوماسية هائلة حضور الاجتماع بصفتها القوة الاقتصادية الثامنة عالميا ً.لقد تم اختتام القمة بالتوافق علي سلسلة من الاتفاقات والقرارات التي تهدف لإصلاح وتعزيز الأسواق المالية وتجنب الحماية الجمركية.
وفي هذا السياق، قدم ثاباتيرو الخطة (إي e : وهي خطة إسبانية لتحفيز الاقتصاد وزيادة فرص العمل)وتلك الخطة التي ستدوم لمدة مائة عام هي عبارة عن مشروع يضم 82 وسيلة اقتصادية للمساعدة علي التخفيف من الموقف الاقتصادي الصعب الذي اجتاح وأثر علي الالاف العائلات والشركات الإسبانية.وقد قاموا بدمج واختصار تلك الإجراءات في أربعة محاور أساسية وهي: مساندة العائلات وتشجيع فرص العمل ودعم النظام المالي وتحديث النظام الاقتصادي.وتستلزم تلك الاجراءات انفاق 2,3% من الإنتاج الاجمالي المحلي لعام 2009، مما أدي لتحول إسبانيا عالمياً إلي البلد الثاني أكثر انفاقاً مالياً بعد المملكة العربية السعودية.

ومن جهة أخرى، يعتبر صندوق الدولة للاستثمار المحلي هو من أهم الاجراءات وأبرزها لأنه يساهم بثمانية ملايين يورو لتمويل أعمال البلدية مما يسمح بتوفير فرص العمل بشكل أسرع.ومن ضمن تلك الأعمال الممولة من قِبَل صندوق الاستثمار المحلي: اصلاح وتحسين المباني والأماكن العامة والبنية التحتية للخدمات العامة وإزالة مخلفات المباني والحفاظ علي تراث البلد وتشجيع مجال السياحة و...الخ. وتشمل الخطة (إي e) اجراءات أخرى مثل: إنشاء صندوق الدولة لانعاش الاقتصاد وتوفير فرص العمل (بتكلفة 3000مليون يورو) والخفض من النفقات الجارية بمبلغ 2500مليون يورو من الميزانية العامة للدولة لعام 2009 وتوسيع وتحسين أداء فروع بنك الائتمان الرسمي بمبلغ (47.000 مليون يورو) ووضع خطط لصناعة السيارات مثل (الخطة VIVE وخطة انعاش السياحة)والتشجيع علي استئجار المساكن وخاصة المدعومة من الحكومة. 

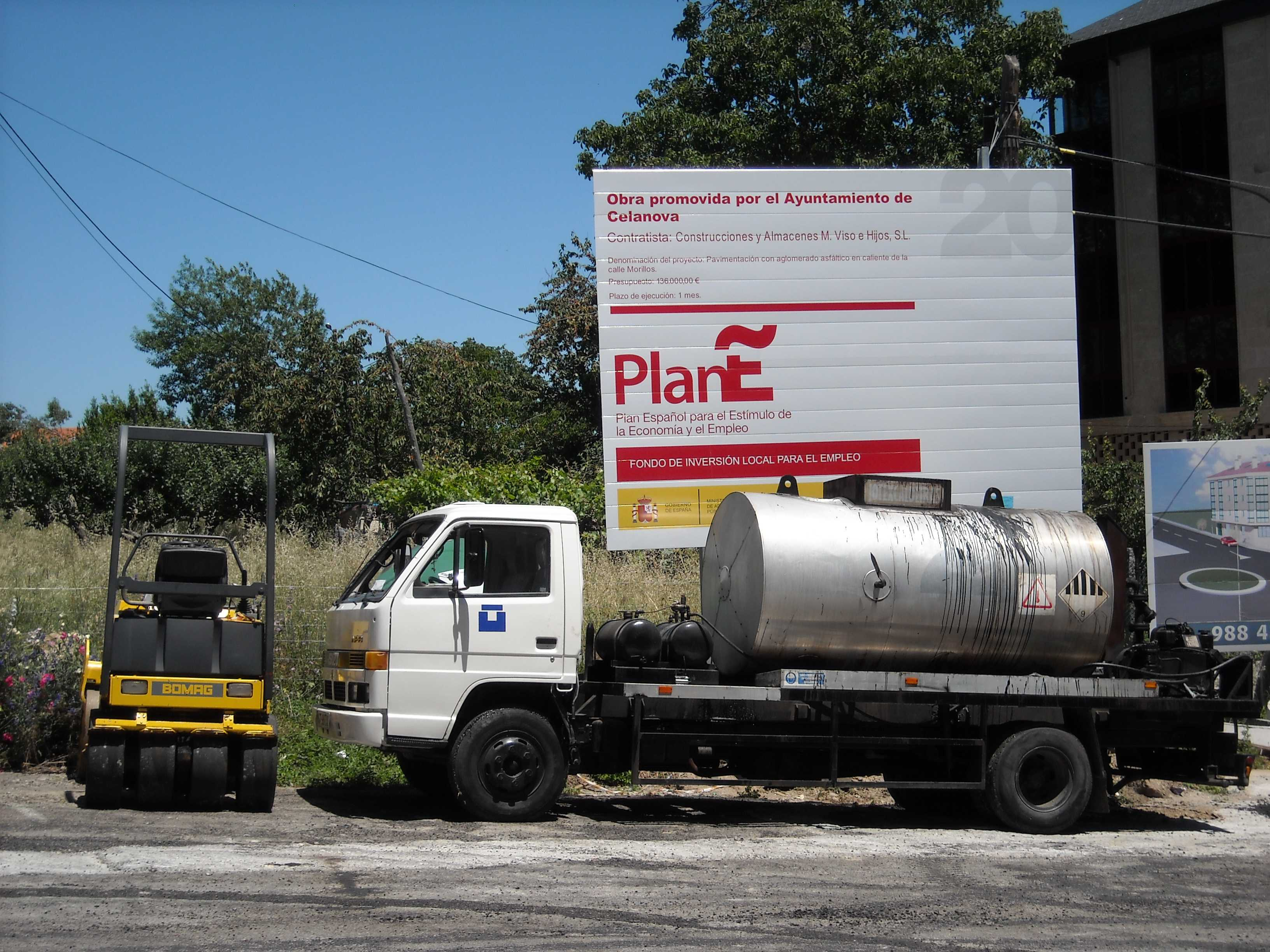
الخطة إي"e" :سفلتة الشوارع ووضع اللافتات

### إجراءات اقتصادية أخرى لعام 2009 (مارس – نوفمبر 2009)
بين شهري مارس ونوفمبر 2009 كان هناك سلسلة أخرى من الأحداث الاقتصادية:
- تدخل صندوق المقاطعة المستقلة كاستيا لا مانشا في مارس 2009.
- انكشاف بيدرو سولبيس في أبريل 2009.
- في مايو 2009 أعلنت الحكومة عن تطوير «بوادر تحسن» في الاقتصاد، ولم يحدث ما أعلن عنه.
- إنشاء صندوق إعادة البناء المصرفي المنظم في يونيه 2009.
- رفع الضريبة علي القيمة المُضافة في سبتمبر عام 2009.
- قانون الاقتصاد المُدعَم في نوفمبر عام 2009.

### إجراءات اقتصادية لعام 2010
- إطلاق الخطة إي "2010 e" في شهر مارس.
- تدخل المؤسسة المصرفية «كاخا سور» في مايو 2010.

### ترشيد الإنفاق الاجتماعي وإصلاح قانون العمل في عام 2010
- في مايو 2010 تم ترشيد الإنفاق العام الاجتماعي بنسبة 15,000 مليون يورو تقريباً. فقد تم تطبيق عدة إجراءات من بينها خصم 5% من رواتب الموظفين ومن 0,75% إلي من مرتبات كبار الموظفين ما يعادل نسبة 10% من رواتبهم و15% من أعضاء الحكومة.ومن بين تلك التدابير المعلنة تم إلغاء ضريبة (التشيكي–بيبي) وتجميد المعاشات ماعدا المعاشات الصغيرة والغير قائمة علي الاشتراكات.
- في سبتمبر 2010 تمت الموافقة علي إصلاح قانون العمل الإسباني.

### إجراءات النصف الأول من عام 2011
- في يناير من عام 2011 تم تطبيق إصلاحات في نظام المعاشات.
- في يوليه 2011 تدخلت المؤسسة المالية «صندوق البحر المتوسط».

### الإصلاح الدستوري (أغسطس 2011)
بدأت الحكومة الاشتراكية في تطبيق تعديلات دستورية تطالب الحكومة بتحديد سقف لمعدلات العجز لكي لا تتخطاها. وتم الاتفاق على التعديل من قبل الحزب المعارض «الحزب الشعبي» والحزب الاشتراكي.

## السياسة الاقتصادية لحكومة ماريانو راخوي عام 2011
في العشرين من نوفمبر لعام 2011، تم انعقاد الانتخابات الحكومية والتي فاز فيها الحزب الشعبي بأغلبية ساحقة.وتولي رئيس الحزب ماريانو راخوي رئاسة الحكومة في 21 من ديسمبر 2011.وقد قام بإتخاذ عدة اجراءات أولية وهي:
- إصلاح سوق العمل الذي يشمل وبشكل أساسي علي التقليص من حقوق العمال.
- خفض النفقات بالقطاع العام والذي يشمل:

1. تقليص عدد الشركات والوظائف الحكومية.
2. خفض نفقات بعض القطاعات الحكومية مثل: قطاع الصحة والتعليم.
3. التصريح بزيادة ضرائب القيمة المضافة علي المستهلك في عام 2013، على الرغم من أنه تم تطبيقها ابتداءً من سبتمبر 2012.

### الركود الثاني للأزمة الاقتصادية الإسبانية (2011–2013)
خلال الربع الثاني من عام 2011 –في نهاية فترة حكومة خوسيه رودريجز ثاباتيرو– قد دخلت إسبانيا في فترة ركود اقتصادي مرة ثانية. وبحلول الربع الثالث من عام 2013 انتهت فترة الركود الاقتصادي وذلك بعد ارتفاع معدلات النمو إيجابياً بنسبة 0و1%.واستمرت تلك الفترة لمدة تجاوزت العامان وهي المدة الأطول خلال فترة الحكم الديمقراطية.

### إصلاح سوق العمل (فبراير 2012)
في فبراير تمت الموافقة على تعديل قانون العمل الذي أُضيفَ للتغييرات التي تمت في عام 2010 من قِبَل الحكومة السابقة.وقد تمت الموافقة علي تلك الاصلاحات من قِبَل مجلس وزراء إسبانيا في اجتماعه في العاشر من فبراير عام 2012 من خلال قرار ملكي وقاموا بتعديل قانون العمل السابق الذي تم وضعه في سبتمبر 2010.
وبعد الموافقة علي القرار الملكي –3/2012 (10 فبراير)– للإجراءات الطارئة لإصلاح سوق العمل، تم الإعلان عنه في اليوم التالي في الجريدة الرسمية للبلاد بعد الموافقة عليه.واقترحت كلاً من الحكومة برئاسة ماريانو راخوي والحزب الشعبي: «تسهيل التوظيف والتعاقد خاصةً مع للشباب والعاطلين منذ فترة طويلة وتشجيع العقود الدائمة بدلاً من المؤقتة، يكون تسريح العمال هو القرار الأخير الذي تتخذه الشركات  مع الموظفين خلال الأزمة وبالإضافة إلي القضاء علي جمود سوق العمل ووضع الأسس  للعمل الثابت المستقر». ووفقاً للبند السادس عشر والأخير من القرار السابق ذكره، فقد تم تطبيقه وتفعيله في اليوم التالي بعد نشره بالجريدة الرسمية.

### أزمة المؤسسة المالية «بانكيا» وعواقبها (مايو 2012)
في السابع من مايو عام 2012 تم الإعلان عن دعم مالي لبانكيا –وهي مؤسسة مالية نتجت عن اندماج صندوق ائتمان مدريد وكتالونيا وريوخا وأبيلا وسيجوبيا– مما أدي إلي استقالة رئيسها رودريجو راتو أو صدور أمر بإيقاف صرف راتبه وذلك حسب مصادر أخرى.وبعد يومين –في التاسع من مايو– تم الشروع في تأميم بنك الائتمان وتوثيق مؤسسة بانكيا ومن خلال تلك الخطوة استطاعت الحكومة السيطرة علي «بانكيا». في الأيام التالية انخفضت أسعار أسهم بانكيا بالبورصة ونقل الجميع لأسعار أسهم شركات أخرى مُدرجة في المؤشر الرئيسي للبورصة الإسبانية (IBEX).
وطالب ماريانو راخوي الاتحاد الأوروبي بخروج مظاهرات شعبية لدعم سياساته وطلب بيان رسمي واضح بشأن سعر اليورو على الرغم من أن بروكسل تجنبت من الرد علي مدريد.وفي السابع عشر من مايو قللت وكالة (موديزs'moody) تصنيفها ل 16 بنكاً إسبانياً وديون منطقة مورسيا وكتالونيا إلي.وفي هذا الأسبوع وصل معدل مخاطر الديون الإسبانية إلي أعلي مستوياته.وفي الخامس والعشرين من مايو تم تحديد المبلغ اللازم لإنقاذ مؤسسة (بانكيا) وتم تقديره ب 23.500 مليون يورو.وفي الثلاثين من مايو تجاوز معدل المخاطر 530 نقطة ونصح الاتحاد الأوروبي إسبانيا بزيادة إجراءات خفض الميزانية للسيطرة علي تلك العجز المالي.وفي الأول من يونيه أعلن رودريجو راتو أن كمية الأموال التي تم ضخها كانت أكثر من اللازم.

### الإنقاذ المالي لإسبانيا (يونيه 2012)
وفي السبت، التاسع من يونيه عام 2012، وبعد عدة أسابيع وصل فيها معدل المخاطر الإسباني لأعلي المستويات تم الدعوة لاجتماع طارئ لمجموعة اليورو للنقاش حول كيفية ضخ رأس المال للنظام المصرفي الإسباني.وفي نفس اليوم أعلن صندوق النقد الدولي أن رأس المال الذي يحتاجه النظام المصرفي يُقَدر ب أربعين ألف مليون يورو.وفي نهاية هذا الاجتماع أعلنت مجموععة اليورو عن نيتها بالمساهمة ب مائة ألف مليون يورو لصندوق إعادة هيكلة النظام المصرفي الذي ينتمي للحكومة الإسبانية لكي يدعم ويساند البنوك التي تواجه عجزاً مالياً.وفي مساء يوم 21 من يونيه تم تحديد المبلغ الذي سيتم توزيعه ما بين البنوك الإسبانية التي تواجه المشاكل وهو 62.000 مليون يورو والذي سَيُأخذ منه أكثر من 41.000 مليون يورو.وأشار الاتحاد الأوروبي إلي أن البنوك التي تم دعمها ستظل خاضعة لسيطرة خبراء الاتحاد ويجب عليهم تنفيذ عدة شروط صارمة.
وفي أوائل شهر يوليه وافقت العديد من دول الاتحاد الأوروبي –مثل ألمانيا– علي إعطاء المبلغ (المساعدة المالية) للنظام المصرفي الإسباني ولكن هناك دول أخرى عارضت وبشدة مثل فنلندا.ومن المعروف أن خطة الإنقاذ ستدعم النظام المصرفي فقط وأنه حتي لو تبقي جزءاً من المال لا يجوز استخدامه في أغراض أخرى.

### سياسة الترشيد في يوليو وإنقاذ مقاطعات مستقلة (يوليو 2012)
وفي الثالث عشر من يوليه عام 2012 أصدر مجلس الوزراء مجموعة اجراءات أخرى ومن أهمها ما يلي:
- ارتفاع في معدل ضريبة القيمة المضافة من 18٪ إلى 21٪ بشكل عام ومن 8% إلي 10% ودخلت هذه النسب في حيز التنفيذ في الأول من سبتمبر.
- عدم صرف علاوة رأس السنة للموظفين الحكوميين والعمال وبالإضافة إلي الحد من الأجازات الخاصة.
- خفض من 50% إلي 60% من
- تقليل عدد نواب البلدية وتعيين الكفاءات من قِبَل مجالس النواب الحكومية.

وفي العشرين من يوليه طلبت مقاطعة بالينثيا المساعدة لسداد ديونها وذلك ضمن خطة إنقاذ إسبانيا للمقاطعات المستقلة.و تبعتها في الثالث والعشرين من يوليه مقاطعة (مورثيا) وتبعتها كتالونيا في اليوم التالي.ولم تكن تلك المقاطعات فقط ولكن هناك 4 مقاطعات مستقلة أخرى تحتاج للمساعدة وهم: كاستيا لا مانشا ووجزر البليارز والكناريا والأندلس.

## مقالات متعلقة
- الأزمة المالية اللاتفية 2008
- الأزمة المالية الآيسلندية
- الأزمة المالية الروسية 1998
- الأزمة المالية العالمية

## وصلات خارجية
أقوال مشهورة عن الأزمة الاقتصادية الإسبانية (2008–2013) من ويكي كوت.